# Astragalus bibullatus
Astragalus bibullatus är en ärtväxtart som beskrevs av Rupert Charles Barneby och E.L.Bridges. Astragalus bibullatus ingår i släktet vedlar, och familjen ärtväxter. Inga underarter finns listade i Catalogue of Life.

## Bildgalleri

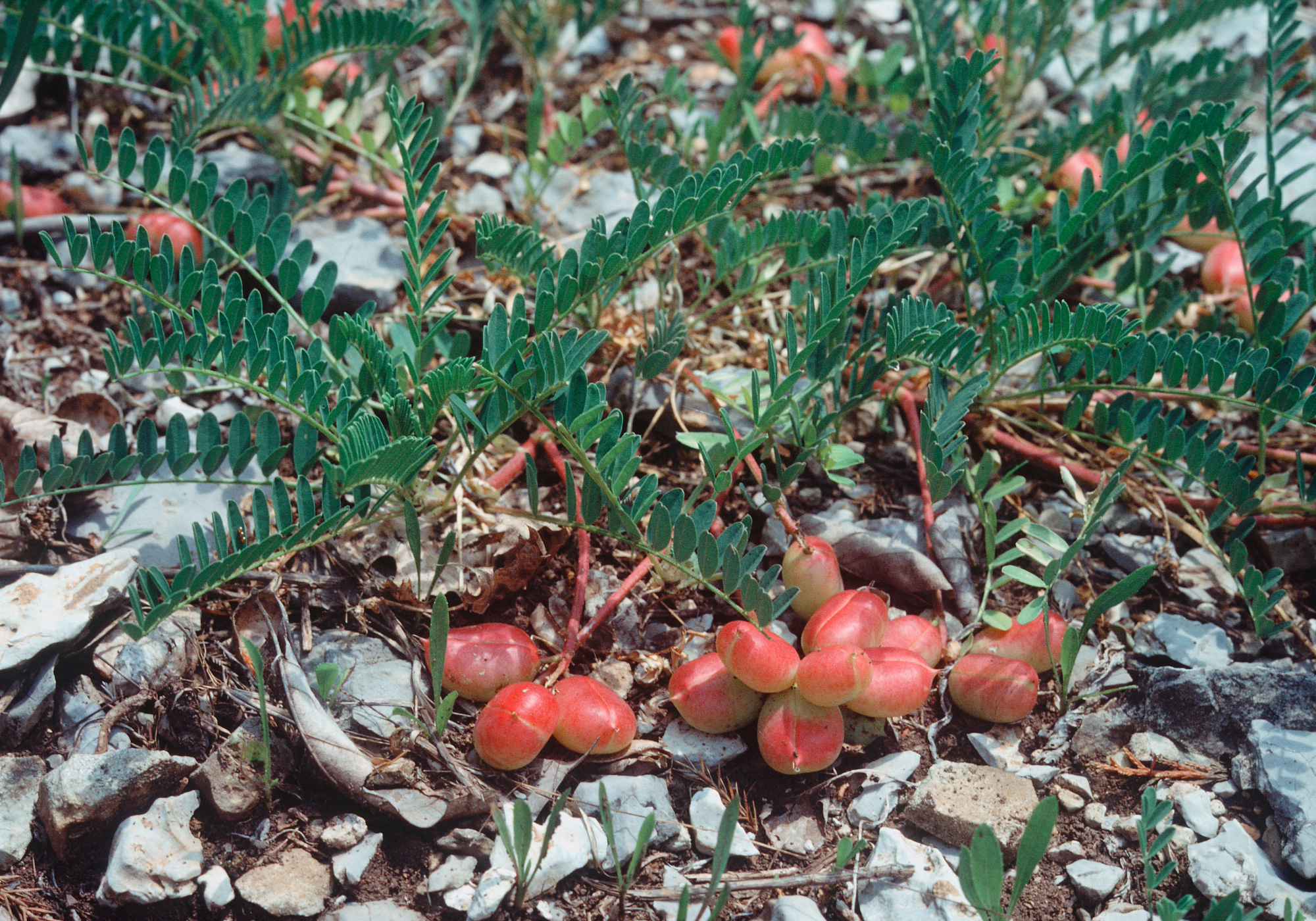
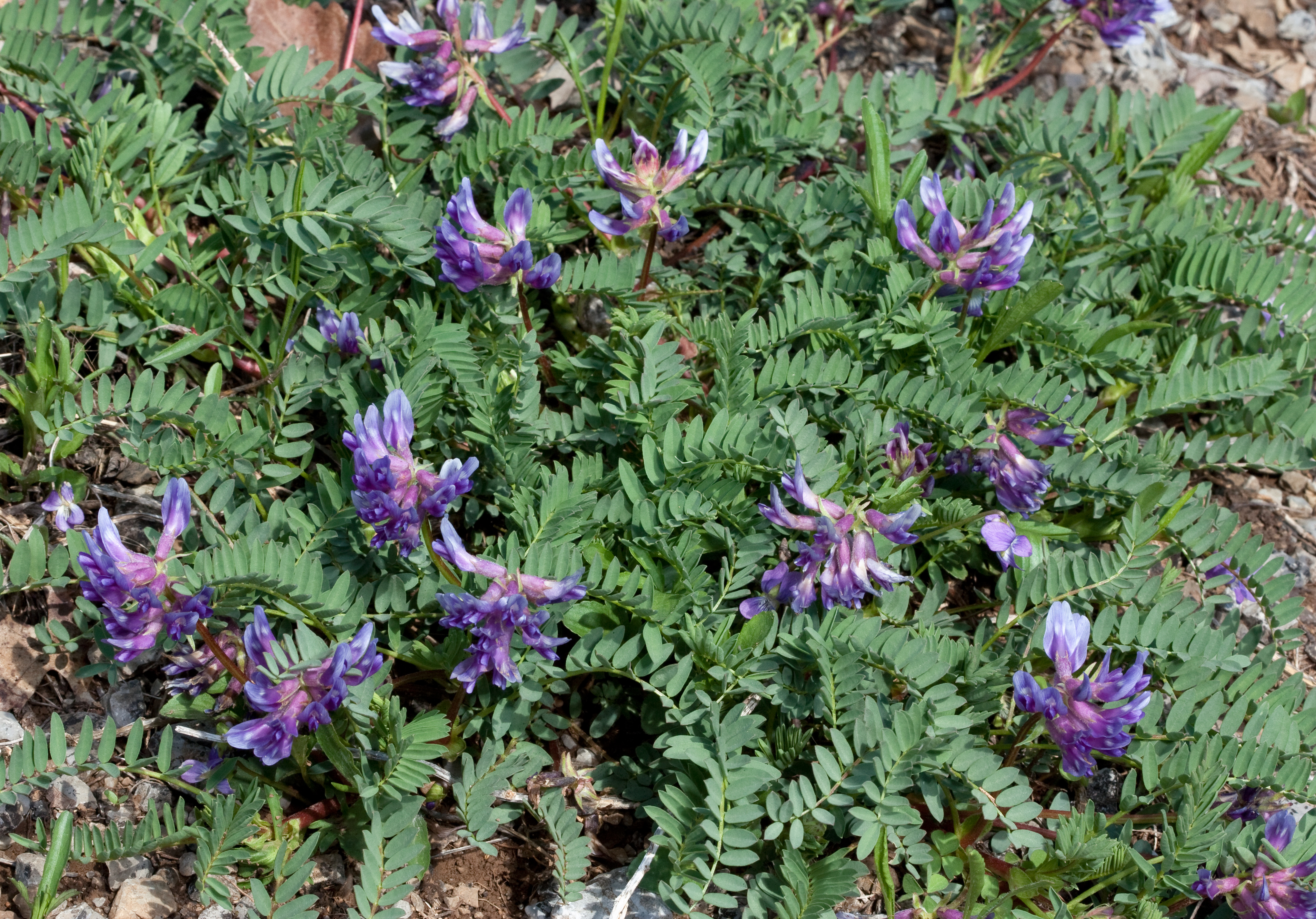